# Christiern Pedersen
Christiern Pedersen (* vor 1480 in Helsingør; † 16. Januar 1554 in Helsinge) war ein dänischer Humanist und Schriftsteller.

## Leben

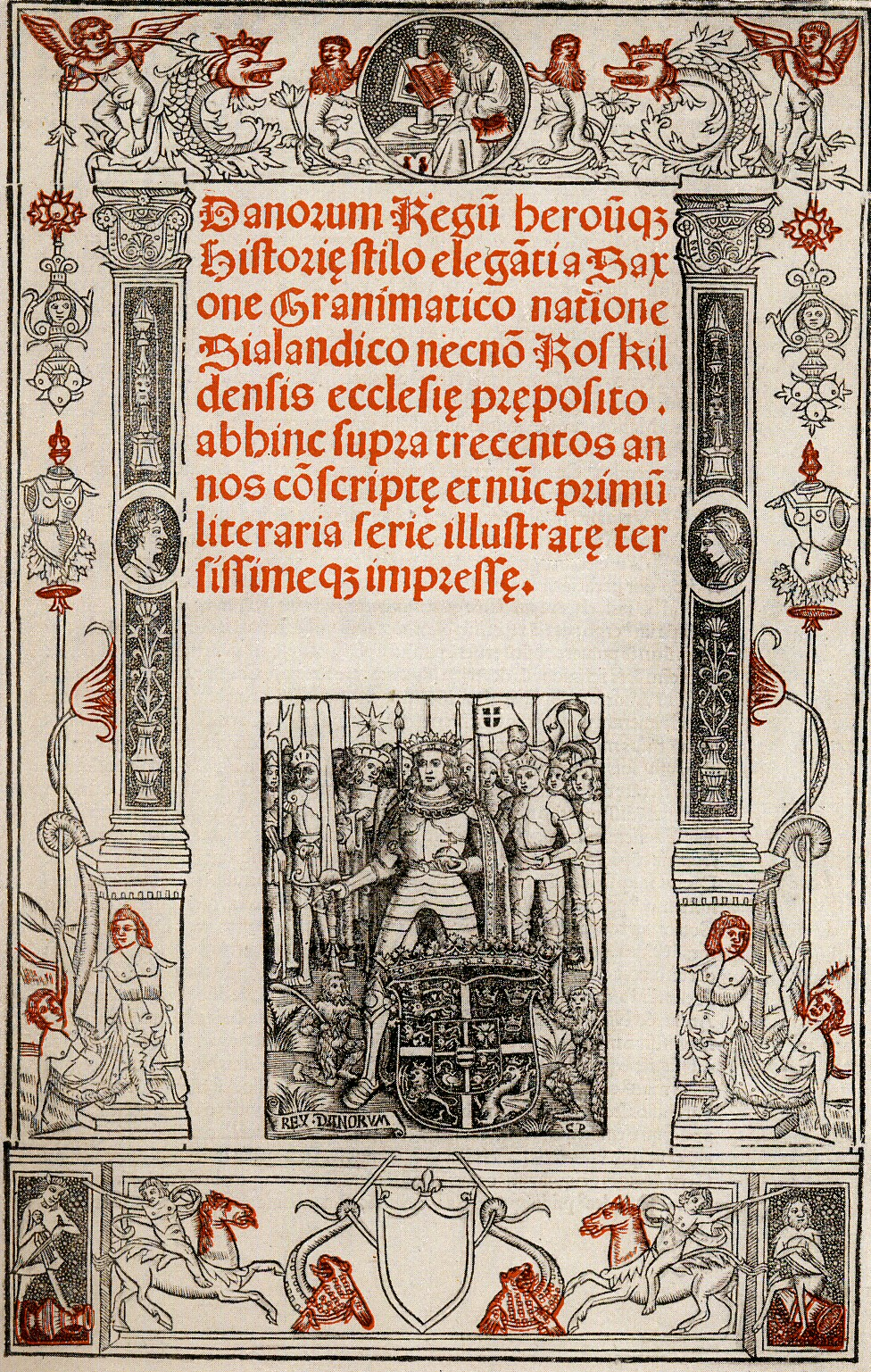
Titelblatt der von Christiern Pedersen 1514 in Paris gedruckten Danorum Regum heroumque Historia

Pedersen studierte 1496 in Greifswald und ist 1505 als Kanonikus in Lund nachweisbar. Ab 1516 studierte er in Paris. Ab 1516 lebte er vorwiegend in Dänemark am Hofe Christian II. Zusammen mit dem König floh er in die Niederlande und schloss sich 1529 der lutherischen Lehre an. 1532 finden wir Pedersen als Buchdrucker in Malmö. 
Pedersen war ein bedeutender Vertreter der Renaissance in Dänemark. Er macht sich sehr verdient um die Editio princeps der Gesta Danorum des Saxo Grammaticus.
Mit seinem Werk legte Pedersen den Grundstein für die Entwicklung der dänischen Schriftsprache. Mit seiner Übersetzung des Neuen Testaments von 1529 (revidiert 1531), die Grundlage der sogenannten Christian-III.-Bibel von 1550 (gedruckt von Ludwig Dietz) wurde, sowie mit dem Druck von Übersetzungen von Schriften Luthers und eigenen Werken unterstützte er die dänische Reformation.

## Werke
- Christian den Tredjes Bibel (1550)
- Kong Olger Danskes Kroenike (1534)
- Om Urte Uand. Malmö 1534.